# Parnassia procul
Parnassia procul är en benvedsväxtart som beskrevs av H.Turner och Veldkamp. Parnassia procul ingår i släktet Parnassia och familjen Celastraceae. Inga underarter finns listade.